# Timolol
Timololul este un medicament din clasa beta-blocantelor neselective, fiind utilizat în tratamentul hipertensiunii arteriale și al glaucomului. Căile de administrare disponibile sunt orală și oftalmică (în glaucom).
Molecula a fost patentată în 1968 și a fost aprobată pentru uz medical în anul 1978. Se află pe lista medicamentelor esențiale ale Organizației Mondiale a Sănătății. Este disponibil sub formă de medicament generic.

## Utilizări medicale

### Oral
Timololul este utilizat oral în:
- tratamentul hipertensiunii arteriale esențiale;
- profilaxia migrenelor;
- profilaxia infarctului miocardic, pentru a reduce mortalitatea post-infarct miocardic.

### Oftalmic
Timololul este utilizat topic la nivel oftalmic în tratamentul:
- hipertensiunii oculare (creșterea presiunii oculare);
- glaucomului cronic cu unghi deschis;
- glaucomului secundar, în unele cazuri.

## Reacții adverse și contraindicații
Principalele efecte adverse asociate tratamentului cu timolol oftalmic sunt iritația și uscăciunea oculară. Pentru tratamentul oral, pot să apară: oboseală, bradicardie, hipoglicemie. Este contraindicată utilizarea la pacienții cu astm, insuficiență cardiacă decompensată sau bronhopneumopatie obstructivă cronică (BPOC).